# 朗代爾 (北卡羅萊納州)
朗代爾（英語：Lawndale）是一個位於美國北卡羅萊納州克里夫蘭縣的城鎮。

## 人口
根據2020年美國人口普查的數據，朗代爾的面積為2.23平方千米，當中陸地面積為2.09平方千米，而水域面積為0.14平方千米。當地共有人口570人，而人口密度為每平方千米256人。